# Брюс Вілліс
Брюс Ві́лліс, повне ім'я Во́лтер Брюс Ві́лліс (англ. Walter Bruce Willis МФА: [ˈwɔːltɚ ˈbruːs ˈwɪlɪs] Во́лтер Бру́с Ви́лис; нар. 19 березня 1955, Ідар-Оберштайн, Біркенфельд, Рейнланд-Пфальц, ФРН) — американський кіноактор. Найбільш відомий роллю Джона Макклейна у серії фільмів «Міцний горішок», і ролями у фільмах: «Останній бойскаут» (1991), «12 мавп» (1995), «П'ятий елемент» (1997), «Армагеддон» (1998), «Шосте чуття» (1999), «Невразливий» (2000), «Місто гріхів» (2005), «Петля часу» (2012). Дворазовий лауреат прайм-тайм премії «Еммі», кавалер французького ордена Мистецтв та літератури.

## Життєпис
Народився 19 березня 1955 року на американській військовій базі в Ідар-Оберштайні (Західна Німеччина) у родині американського солдата та німкені. Його батько Девід мав професію зварювальника, мати Марлен працювала в банку. У 1957 р., після того, як Девід закінчив службу в армії, сім'я повернулася в район Пеннс-Гроув штату Нью-Джерсі, де він працював зварювальником і робітником. Батьки Брюса розлучилися в 1971 році. У Брюса — старшого з чотирьох дітей — було доволі бурхливе дитинство та юність, до того ж він заїкався. Юнак переважно перебував поза домом. Брюсові було легше виразити себе на сцені, крім того, виступи допомогли йому позбутися заїкання. З ранніх літ Віллісові подобалося виступати на сцені перед великою авдиторією. Тому навчання в середній школі він поєднував з членством у драматичному гуртку, (де брав участь у постановках Шекспіра і Вільямса), та з посадою президента учнівської ради школи.
Брюс навчався драми в Університеті штату в Монтклері, який швидко покинув, після чого перебрався до Нью-Йорка, де перебивався випадковими заробітками в барах, грав на губній гармоніці і з усіх сил прагнув потрапити на сцену.
Саме працюючи барменом, він випадково зустрівся з режисером, який шукав актора на епізодичну роль бармена.

## Кар'єра

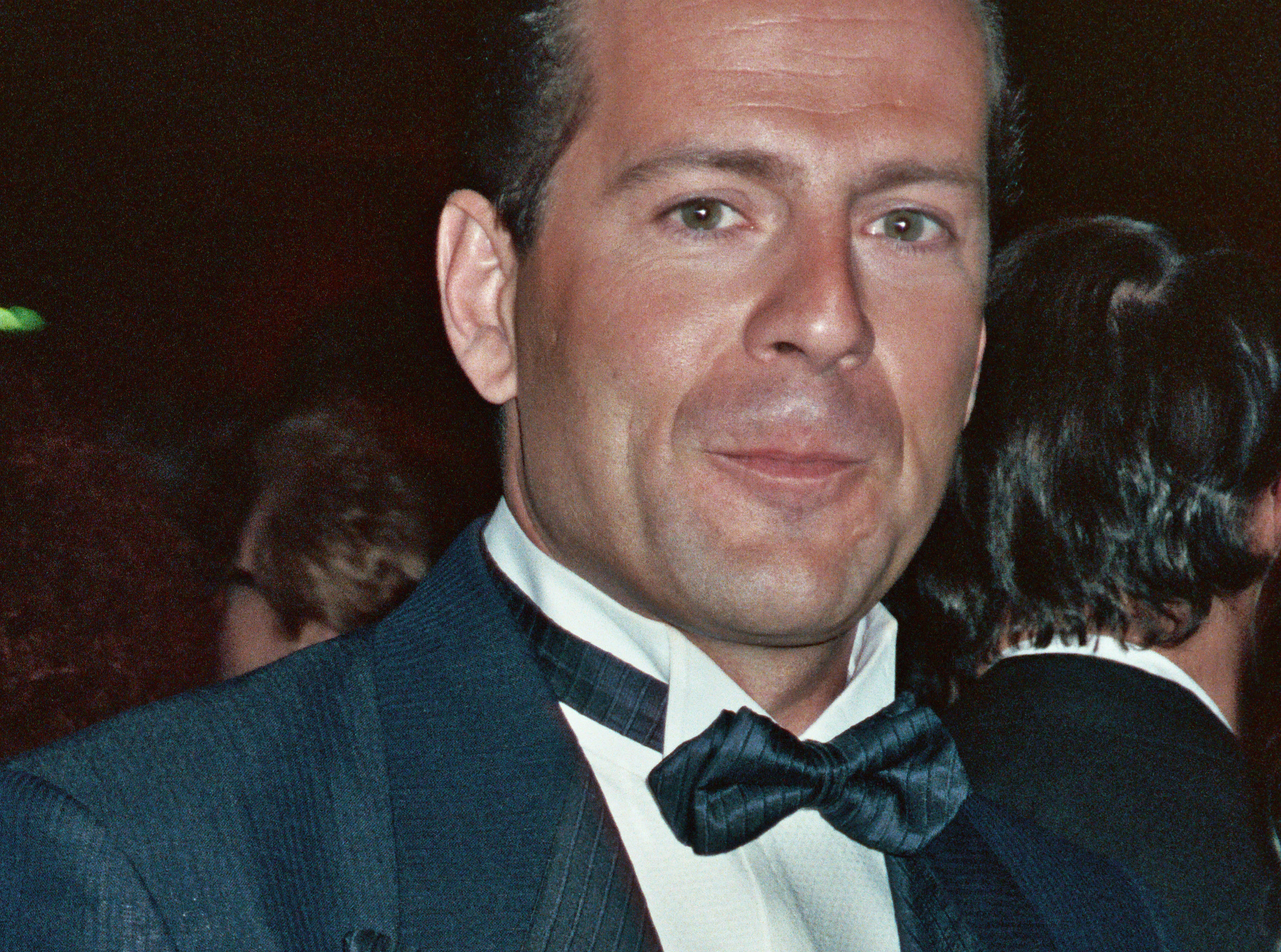
Вілліс на 61-й церемонії вручення премії «Оскар» у 1989 році

Віллісові довелося кілька років грати в маловідомих театрах і виконувати епізодичні ролі в телевізійних постановках, перш ніж на нього звернули увагу і запросили зніматися в телесеріалі «Детективне агентство „Місячне сяйво“» (1985—1989). За Віллісом закріпилася репутація коміка, однак у 1988 році він знявся в бойовику «Міцний горішок», який зробив його популярним на увесь світ. Згодом Вілліс не раз повертався до амплуа героя-одинака — можна згадати такі фільми, як «П'ятий елемент», «Меркурій у небезпеці», а також чотири сиквели «Міцного горішка».
У кар'єрі Вілліса траплялися і спади, і підйоми. Наприклад, на початку 90-х він знявся в кількох не дуже вдалих фільмах, але в 1994 р. зіграв помітну, хоч і не головну, роль у культовому фільмі Квентіна Тарантіно «Кримінальне чтиво» і відвоював утрачені позиції. Наприкінці 90-х стався черговий спад, але в 1999 р. Вілліс виконав головну роль у фільмі «Шосте відчуття», який сподобався як глядачам, так і критикам. Актор заробив на цьому фільмі близько 100 мільйонів доларів.
У 2000-х Вілліс активно співпрацював із кінорежисером Робертом Родрігесом і знявся у двох його фільмах («Місто гріхів» і «Планета страху»).
На 42-й церемонії вручення премії «Золота малина» фільм «Фортеця» отримав номінацію в новій категорії: «Найгірша гра Брюса Вілліса у фільмі 2021 року». Категорія була пізніше скасована після виходу Вілліса на пенсію через афазію.

## Приватне життя
З листопада 1987 р. по жовтень 2000 р. Вілліс був одружений з акторкою Демі Мур. У них народилися три дочки: Румер Гленн Вілліс (англ. Rumer Glenn Willis, 1988 р. н.), Скаут Лару Вілліс (англ. Scout LaRue Willis, 1991 р. н.) і Талула Бель Вілліс (англ. Tallulah Belle Willis, 1994 р. н.). Подружжя вважалося зразковим, але несподівано розлучилося.
У березні 2009 р. Брюс одружився з британською моделлю та акторкою Еммою Гемінґ. 1 квітня 2012 року в актора і його 33-річної дружини народилася дочка Мейбел Рей, перша від їхнього спільного шлюбу та четверта у Вілліса. Пізніше в цьому шлюбі народилася п'ята донька Вілліса, Евелін.
У лютому 2023 року дружина Вілліса повідомила в соціальних мережах, що 67-річному актору поставили діагноз: лобово-скронева деменція. Перші симптоми почали з'являтись навесні 2022 року у вигляді труднощів з вимовою і були діагностовані лікарями як афазія. Згодом проблема прогресувала, і лише у 2023 році лікарі змогли поставити чіткий діагноз.

## Фільмографія

### Фільми
| Рік  |    | Українська назва                                 | Оригінальна назва                        | Роль                                   |
| ---- | -- | ------------------------------------------------ | ---------------------------------------- | -------------------------------------- |
| 1980 | ф  | Перший смертний гріх                             | The First Deadly Sin                     | людина в закусочній                    |
| 1982 | ф  | Вердикт                                          | The Verdict                              | судовий спостерігач                    |
| 1986 | кф |                                                  | Seagram's: At a Bar                      | модель                                 |
| 1987 | ф  | Побачення наосліп                                | Blind Date                               | Волтер Девіс                           |
| 1988 | ф  | Захід сонця                                      | Sunset                                   | Том Мікс                               |
| 1988 | ф  | Міцний горішок                                   | Die Hard                                 | Джон Макклейн                          |
| 1989 | ф  | Країна                                           | In Country                               | Еммет Сміт                             |
| 1989 | ф  | Дивись, хто говорить                             | Look Who's Talking                       | голос Майкі                            |
| 1990 | ф  | Міцний горішок 2                                 | Die Hard 2                               | Джон Макклейн                          |
| 1990 | ф  | Дивись, хто говорить знову                       | Look Who's Talking Too                   | голос Майкі                            |
| 1990 | ф  | Багаття марнославства                            | The Bonfire of the Vanities              | Пітер Фаллоу                           |
| 1991 | ф  | Смертельні думки                                 | Mortal Thoughts                          | Джеймс Урбанські                       |
| 1991 | ф  | Гудзонський яструб                               | Hudson Hawk                              | Едді «Гудзонський яструб»              |
| 1991 | ф  | Біллі Батгейт                                    | Billy Bathgate                           | Бо Вейнберг                            |
| 1991 | ф  | Останній бойскаут                                | The Last Boy Scout                       | Джо Гелленбек                          |
| 1992 | ф  | Гравець                                          | The Player                               | Брюс Вілліс                            |
| 1992 | ф  | Смерть їй личить                                 | Death Becomes Her                        | доктор Ернест Менвіл                   |
| 1993 | ф  | Заряджена зброя 1                                | Loaded Weapon 1                          | людина, будинок якої піддається нападу |
| 1993 | ф  | На відстані удару                                | Striking Distance                        | детектив Том Гарді                     |
| 1994 | ф  | Кримінальне чтиво                                | Pulp Fiction                             | Бутч Кулідж                            |
| 1994 | ф  | Норт                                             | North                                    | оповідач                               |
| 1994 | ф  | Колір ночі                                       | Color of Night                           | Білл Капа                              |
| 1994 | ф  | Без дурнів                                       | Nobody's Fool                            | Карл Робак                             |
| 1995 | ф  | Міцний горішок 3                                 | Die Hard: With a Vengeance               | Джон Макклейн                          |
| 1995 | ф  | Чотири кімнати                                   | Four Rooms                               | Лео                                    |
| 1995 | ф  | 12 мавп                                          | Twelve Monkeys                           | Джеймс Коул                            |
| 1996 | ф  | Герой-одинак                                     | Last Man Standing                        | Джон Сміт                              |
| 1996 | мф |                                                  | Beavis and Butt-Head Do America          | Мадді Граймс                           |
| 1996 | мф | Малюк Бруно                                      | Bruno the Kid: The Animated Movie        | Малюк Бруно                            |
| 1997 | ф  | П'ятий елемент                                   | The Fifth Element                        | Корбен Даллас                          |
| 1997 | ф  | Шакал                                            | The Jackal                               | Шакал                                  |
| 1998 | ф  | Меркурій в небезпеці                             | Mercury Rising                           | Арт Джеффріс                           |
| 1998 | ф  | Армагеддон                                       | Armageddon                               | Гаррі Стемпер                          |
| 1998 | ф  | Облога                                           | The Siege                                | генерал-майор Вільям Деверо            |
| 1999 | ф  | Сніданок для чемпіонів                           | Breakfast of Champions                   | Дуейн Гувер                            |
| 1999 | ф  | Шосте відчуття                                   | The Sixth Sense                          | доктор Малкольм Кроу                   |
| 1999 | ф  | Історія про нас                                  | The Story of Us                          | Бен Джордан                            |
| 2000 | ф  | Дев'ять ярдів                                    | The Whole Nine Yards                     | Джиммі Тадескі                         |
| 2000 | ф  | Малюк                                            | The Kid                                  | Расс Даріц                             |
| 2000 | ф  | Невразливий                                      | Unbreakable                              | Девід Данн                             |
| 2001 | ф  | Бандити                                          | Bandits                                  | Джозеф Блейк                           |
| 2002 | ф  | Війна Гарта                                      | Hart's War                               | полковник Вільям А. Макнамара          |
| 2002 | ф  | Великий чемпіон                                  | Grand Champion                           | містер Блендфорд                       |
| 2003 | мф | Карапузи зустрічають Торнберрі                   | Rugrats Go Wild                          | Спайкі                                 |
| 2003 | ф  | Сльози сонця                                     | Tears of the Sun                         | лейтенант Волтерс                      |
| 2003 | ф  | Ангели Чарлі: Тільки вперед                      | Charlie's Angels: Full Throttle          | Вільям Роуз Бейлі                      |
| 2004 | ф  | Десять ярдів                                     | The Whole Ten Yards                      | Джиммі Тудескі                         |
| 2004 | ф  | Дванадцять друзів Оушена                         | Ocean's Twelve                           | Брюс Вілліс                            |
| 2005 | ф  | Заручник                                         | Hostage                                  | Джефф Таллі                            |
| 2005 | ф  | Місто гріхів                                     | Sin City                                 | Гартіган                               |
| 2006 | мф | Лісова братва                                    | Over the Hedge                           | Ер Джей                                |
| 2006 | мф | Геммі: Пригода з бумерангом                      | Hammy's Boomerang Adventure              | Ер Джей                                |
| 2006 | ф  | Альфа Дог                                        | Alpha Dog                                | Сонні Трулав                           |
| 2006 | ф  | Щасливе число Слевіна                            | Lucky Number Slevin                      | Містер Ґудкет                          |
| 2006 | ф  | 16 кварталів                                     | 16 Blocks                                | детектив Джек Мослі                    |
| 2006 | ф  | Нація фастфуду                                   | Fast Food Nation                         | Гаррі Ріделл                           |
| 2006 | ф  | Астронавт Фармер                                 | The Astronaut Farmer                     | полковник Дуг Мастерсон                |
| 2007 | ф  | Грайндхаус                                       | Grindhouse                               | Малдун                                 |
| 2007 | ф  | Ідеальний незнайомець                            | Perfect Stranger                         | Гаррісон Гілл                          |
| 2007 | ф  | Міцний горішок 4                                 | Live Free or Die Hard                    | Джон Макклейн                          |
| 2007 | ф  | Ненсі Дрю                                        | Nancy Drew                               | Брюс                                   |
| 2007 | ф  | Планета страху                                   | Planet Terror                            | лейтенант Малдун                       |
| 2008 | ф  | Убивство шкільного президента                    | Assassination of a High School President | директор Джаред Т. Кіркпатрік          |
| 2008 | ф  | Що тут сталося                                   | What Just Happened                       | актор                                  |
| 2009 | ф  | Сурогати                                         | Surrogates                               | Том Грір                               |
| 2010 | ф  | Парочка копів                                    | Cop Out                                  | Джиммі                                 |
| 2010 | ф  | Нестримні                                        | The Expendables                          | містер Черч                            |
| 2010 | ф  | Я все ще тут                                     | I'm Still Here                           | Брюс Вілліс                            |
| 2010 | ф  | Ред                                              | Red                                      | Френк Мозес                            |
| 2011 | ф  | Підстава                                         | Setup                                    | Джек Біґґз                             |
| 2011 | ф  | Пастка 44                                        | Catch .44                                | Мел                                    |
| 2012 | ф  | Королівство повного місяця                       | Moonrise Kingdom                         | капітан Шарп                           |
| 2012 | ф  | Фортуна Вегаса                                   | Lay the Favorite                         | Дінк Хаймовіц                          |
| 2012 | ф  | Нестримні 2                                      | The Expendables 2                        | містер Черч                            |
| 2012 | ф  | Серед білого дня                                 | The Cold Light of Day                    | Мартін                                 |
| 2012 | в  | Клин клином                                      | Fire with Fire                           | Майк Челла                             |
| 2012 | ф  | Петля часу                                       | Looper                                   | старий Джо                             |
| 2013 | ф  | Міцний горішок 5                                 | A Good Day to Die Hard                   | Джон Макклейн                          |
| 2013 | ф  | G.I. Joe: Атака Кобри 2                          | G.I. Joe: Retaliation                    | генерал Джозеф Колтон                  |
| 2013 | ф  | Ред 2                                            | Red 2                                    | Френк Мозес                            |
| 2014 | ф  | Місто гріхів 2: Жінка, заради якої варто вбивати | Sin City: A Dame to Kill For             | Гартіган                               |
| 2014 | ф  | Принц                                            | The Prince                               | Омар                                   |
| 2015 | ф  | Ласкаво просимо до раю                           | Vice                                     | Джуліан                                |
| 2015 | ф  | Рок на Сході                                     | Rock the Kasbah                          | Бомбей Брайан                          |
| 2015 | ф  | Спасіння (Порятунок)                             | Extraction                               | Леонард Тернер                         |
| 2016 | ф  | Цінний вантаж                                    | Precious Cargo                           | Едді Філоса                            |
| 2016 | ф  | Мародери                                         | Marauders                                | Джефрі Губерт                          |
| 2016 | ф  | Спліт                                            | Split                                    | Девід Данн                             |
| 2017 | ф  | Його собаче діло                                 | Once Upon a Time in Venice               | Стів Форд                              |
| 2017 | ф  | Перше вбивство                                   | First Kill                               | Марвін Хауелл                          |
| 2018 | ф  | Акт помсти                                       | Acts of Violence                         | Джеймс Ейвері                          |
| 2018 | ф  | Жага смерті                                      | Death Wish                               | Пол Керсі                              |
| 2018 | ф  | Повітряний удар                                  | Air Strike                               | Джек                                   |
| 2018 | ф  | Розправа                                         | Reprisal                                 | Джеймс                                 |
| 2019 | ф  | Скло                                             | Glass                                    | Девід Данн                             |
| 2019 | мф | Lego Фільм 2                                     | The Lego Movie 2: The Second Part        | себе                                   |
| 2019 | ф  | Сирота Бруклін                                   | Motherless Brooklyn                      | Френк Мінн                             |
| 2019 | ф  | 10 хвилин потому                                 | 10 Minutes Gone                          | Рекс                                   |
| 2019 | ф  | В облозі                                         | Trauma Center                            | Стів Уейкс                             |
| 2020 | ф  | Пережити ніч                                     | Survive the Night                        | Френк Кларк                            |
| 2020 | ф  |                                                  | Hard Kill                                | Донован Чалмерс                        |
| 2020 | кф | Міцний горішок повертається                      | DieHard is Back                          | Джон Макклейн                          |
| 2020 | ф  | Прорив                                           | Breach                                   | Клей Янг                               |
| 2021 | ф  | Зоряний рубіж                                    | Cosmic Sin                               | Джеймс Форд                            |
| 2021 | ф  | Поза смертю                                      | Out of Death                             | Джек Гарріс                            |
| 2021 | ф  | Опівночі у високій траві                         | Midnight in the Switchgrass              | Карл Хелтер                            |
| 2021 | ф  |                                                  | Survive the Game                         | Девід Ватсон                           |
| 2021 | ф  | Апекс: Смертельний квест                         | Apex                                     | Джим Малоун                            |
| 2021 | ф  |                                                  | Deadlock                                 | Рон Вітлок                             |
| 2021 | ф  | Фортеця                                          | Fortress                                 | Роберт Майклз                          |
| 2022 | ф  | Американська облога                              | American Siege                           | Бен Воттс                              |
| 2022 | ф  | Бензинова алея                                   | Gasoline Alley                           | детектив Фрімен                        |
| 2022 | ф  |                                                  | A Day to Die                             | Алстон                                 |
| 2022 | ф  | В'язниця суперлиходіїв                           | Corrective Measures                      | Джуліус Леб                            |
| 2022 | ф  | Фортеця: Око снайпера                            | Fortress: Sniper's Eye                   | Роберт Майклз                          |
| 2022 | ф  | Вендета                                          | Vendetta                                 | Донні Феттер                           |
| 2022 | ф  | Білий слон                                       | White Elephant                           | Арнольд Соломон                        |
| 2022 | ф  | Не те місце                                      | Wrong Place                              | Френк Річардс                          |
| 2022 | ф  | Під спостереженням                               | Wire Room                                | Шейн Мюллер                            |
| 2022 | ф  | Детектив Найт: Бунтар                            | Detective Knight: Rogue                  | Джеймс Найт                            |
| 2022 | ф  | Райське місто                                    | Paradise City                            | Ян Свон                                |
| 2022 | ф  | Детектив Найт: Спокута                           | Detective Knight: Redemption             | Джеймс Найт                            |
| 2023 | ф  | Детектив Найт: Незалежність                      | Detective Knight: Independence           | Джеймс Найт                            |
| 2023 | ф  | Кілер                                            | Assassin                                 | Валмора                                |

### Телебачення
| Рік       |    | Українська назва                     | Оригінальна назва              | Роль                                                           |
| --------- | -- | ------------------------------------ | ------------------------------ | -------------------------------------------------------------- |
| 1980      | тф | Принц міста                          | Ein Guru kommt                 | актор масовки                                                  |
| 1984      | с  | Поліція Маямі                        | Miami Vice                     | Тоні Амато (Епізод: "No Exit")                                 |
| 1985      | с  | Зона сутінків                        | The Twilight Zone              | Пітер Новінс (Епізод: "Судний день")                           |
| 1985—1989 | с  | Детективне агентство «Місячне сяйво» | Moonlighting                   | Девід Еддісон-молодший (66 серій)                              |
| 1987      | тф | Повернення Бруно                     | The Return of Bruno            | Бруно Радоліні                                                 |
| 1996—1997 | мс | Малюк Бруно                          | Bruno the Kid                  | Малюк Бруно (36 серій)                                         |
| 1999      | с  | Еллі Макбіл                          | Ally McBeal                    | доктор Найкел (Епізод: "Love Unlimited")                       |
| 2000      | с  | Друзі                                | Friends                        | Пол Стівенс (3 серії)                                          |
| 2002      | тф | Справжній захід                      | True West                      | Лі                                                             |
| 2005      | с  | Шоу 70-х                             | That '70s Show                 | Вік (Епізод: "Misfire")                                        |
| 2008—2009 | с  | Пізнє шоу з Девідом Леттерманом      | Late Show with David Letterman | Late Show Intern / Late Show Fun Facts Book Promoter (2 серії) |
| 2019      | с  | Орвілл                               | The Orville                    | Груоген (Епізод: "Deflectors")                                 |

## Озвучування відеоігор
| Рік  | Назва             | Персонаж      | Примітки |
| ---- | ----------------- | ------------- | -------- |
| 1998 | The Fifth Element | Корбен Даллас |          |
| 1998 | Apocalypse        | Трей Кінкейд  |          |

## Нагороди

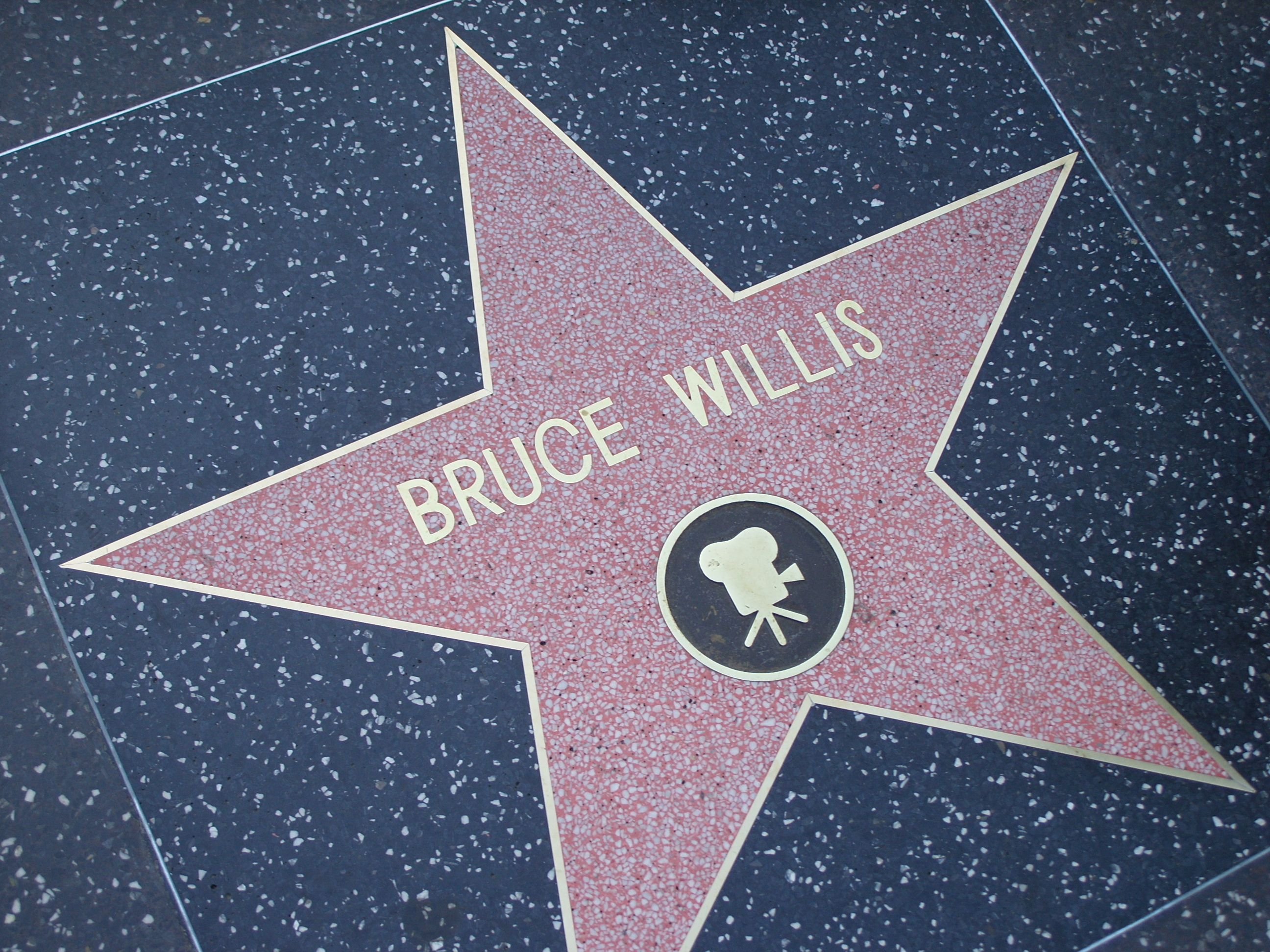
Зірка Брюса Вілліса на Голівудській Алеї Слави.

- 1986 — премія «Вибір народу» найкращому виконавцю в новій телепрограмі;
- 1987 — телевізійна премія «Еммі» за найкращу чоловічу роль у драматичному телесеріалі («Агентство „Місячне сяйво“»);
- 1987 — премія «Золотий глобус» найкращому актору телесеріалу (комедія / мюзикл) («Агентство „Місячне сяйво“»);
- 1987 — антипремія «Кисле яблуко» (антипод премії «Золоте яблуко») як актору-чоловіку, з яким важко працювати, від Голлівудського жіночого пресклубу;
- 1994 — премія Спілки «Кола нагород» — «Найкращий акторський склад» за фільм «Кримінальне чтиво»;
- 1994 — антипремія Stinkers Bad Movie Awards найгіршому актору (фільми «Колір ночі» та «Норт»);
- 1998 — антипремія «Золота малина» за найгіршу акторську роботу у фільмі «Армагеддон»;
- 1998 — антипремія Stinkers Bad Movie Awards найгіршому актору («Армагеддон»);
- 1999 — премія Blockbuster Entertainment найкращому актору другого плану в саспенсі («Облога»);
- 1999 — премія Blockbuster Entertainment найкращому актору в науковій фантастиці («Армагеддон»);
- 2000 — телевізійна премія «Еммі» за видатну роль другого плану в комедійному серіалі («Друзі»);
- 2000 — премія Blockbuster Entertainment найкращому актору другого плану в саспенсі («Шосте відчуття»);
- 2000 — премія «Вибір народу» найкращому кіноактору в драматичному фільмі;
- 2000 — премія Асоціації онлайн-фільмів та телебачення найкращому запрошеному актору в комедійному серіалі («Друзі»);
- 2002 — театральна премія «Чоловік року» від соціального клубу Гарвардського університету (Hasty Pudding Club);
- 2005 — премія «Золота камера» (Німеччина) найкращому міжнародному актору;
- 2006 — на голлівудській Алеї Слави закладено плиту з його іменем (Голлівудський бульвар, 6915);
- 2006 — кавалер французького ордена Мистецтв та літератури (знак на стрічці з розеткою, який носять на лівій стороні грудей)[9];
- 2012 — премія Спілки кінокритиків Фенікса «Найкращий акторський склад» за головну роль у фільмі «Королівство повного місяця»);
- 2013 — командор ордена Мистецтв та літератури (Франція, 10 лютого 2013)
- 2013 — премія Асоціації кінокритиків Центрального Огайо «Найкращий акторський склад» за головну роль у фільмі «Королівство повного місяця»);
- 2023 — премія Спілки критиків онлайн-фільмів (Online Film Critics Society) — нагорода «За життєві досягнення»;